# 2017 في الكويت

## المناصب
- أمير الدولة: صباح الأحمد الجابر الصباح
- ولي العهد: نواف الأحمد الجابر الصباح
- رئيس الوزراء: جابر مبارك الحمد الصباح

## أحداث
- 25 فبراير - افتتاح قناة القرين.

## وفيات
- عبد الحسين عبد الرضا - ممثل
- هشام العتيبي - سياسي
- علي البريكي - ممثل
- أحمد العامر - مخرج وممثل
- عبد الوهاب الدوسري - ممثل
- سعاد الحميضي - سيدة أعمال
- حسين جاسم - مغني
- حمد مبارك العيار - سياسي
- وليد المؤمن - إعلامي